# کاسوکه سایتو
کاسوکه سایتو (ژاپنی: 齋藤 功佑؛ زادهٔ ۱۶ ژوئن ۱۹۹۷) یک بازیکن فوتبال اهل ژاپن است.
از باشگاه‌هایی که در آن بازی کرده‌است می‌توان به باشگاه فوتبال یوکوهاما اشاره کرد.